# بورونگن
شهر بورونگن در ایالت نوردراین-وستفالن در کشور آلمان واقع شده است.